# Bludenz
Bludenz é uma cidade da Áustria, situada no distrito de Bludenz, na estado de Vorarlberg. Tem 29,94 km² de área e sua população em 2019 foi estimada em 14.841 habitantes.
Fica nas margens do rio Ill. É uma das cinco cidades do estado de Vorarlberg, juntamente com Bregenz, Dornbirn, Hohenems e Feldkirch.
Esta localidade alpina é o centro de cinco vales circundantes e combina natureza, cultura e cidade, sendo lugar de encontro para todo o tipo de exploradores. Bludenz é ainda uma das pequenas cidades históricas: trata-se de joias históricas de tempos remotos, que têm conservado a singularidade e, no entanto, não têm permanecido paradas no passado.